# سایابون اکشن
سایابون اکشن (انگلیسی: Syobon Action) همچنین با نام گربه ماریو یا ماریو از جهنم نیز شناخته می‌شود، یک بازی رایگان‌افزار ژاپنی سکو می‌باشد که در فوریه سال ۲۰۰۷ منتشر شد. این بازی برای مرحله‌های آن شناخته شده‌است که به دلیل اجسامی که بی‌خطر به نظر می‌رسند اما ناگهان شخصیت را می‌کشند، باعث ناامیدی شدید می‌شود. این بازی تقلید نقیضه از بازی برادران سوپر ماریو برای سیستم سرگرمی نینتندو سوئیچ است.